# Equação de Huber
A equação de Huber, obtida a primeira vez pelo engenheiro polonês Tito Maximilian Huber, é uma fórmula básica em cálculo de tensões de materiais elásticos, um equivalente da equação de estado, mas aplicada a sólidos.
Para o estado de tensões bidimensionais em um ponto,
{\displaystyle {\boldsymbol {\sigma }}=\left[{\begin{matrix}\sigma &\tau \\\tau &0\\\end{matrix}}\right]\,\!,}
a expressão mais simples e comum de uso apresenta-se na forma
{\displaystyle \sigma _{eq}={\sqrt {{\sigma }^{2}+3\,{\tau }^{2}}},}
sendo {\displaystyle \sigma } a tensão normal e {\displaystyle \tau } a tensão de cisalhamento, com {\displaystyle \sigma _{eq}} a tensão equivalente do material.

## Demonstração
Para o tensor
{\displaystyle {\boldsymbol {\sigma }}=\left[{\begin{matrix}\sigma &\tau \\\tau &0\\\end{matrix}}\right]\,\!,}
o polinômio característico é
{\displaystyle \lambda ^{2}-\lambda \sigma -\tau ^{2}=0\,\!,}
sendo suas raízes os autovalores
{\displaystyle \sigma _{1,2}={\frac {1}{2}}\sigma \pm {\frac {1}{2}}{\sqrt {\sigma ^{2}+4\tau ^{2}}}\,\!.}
De acordo com o critério de falha de von Mises
{\displaystyle {\sqrt {\sigma _{1}^{2}-\sigma _{1}\sigma _{2}+\sigma _{2}^{2}}}=\sigma _{y}\,\!,}
sendo {\displaystyle \sigma _{y}} a tensão de escoamento do material.
A tensão equivalente {\displaystyle \sigma _{eq}} é neste caso definida pelo lado esquerdo da equação anterior,
{\displaystyle \sigma _{eq}={\sqrt {\sigma _{1}^{2}-\sigma _{1}\sigma _{2}+\sigma _{2}^{2}}}\,\!.}
Com os autovalores {\displaystyle \sigma _{1}} e {\displaystyle \sigma _{2}} resulta
{\displaystyle \sigma _{eq}={\sqrt {{\sigma }^{2}+3\,{\tau }^{2}}}\,\!,}
o que completa a demostração.
De grande uso nos cálculos de estruturas tipo a Ponte Golden Gate ou a Ponte Verrazano-Narrows, por exemplo, as seções transversais de suas vigas, etc.